# Перший корпус Країни Збройних Сил Республіки Сербської
Перший корпус Країни Збройних Сил Республіки Сербської (серб. Први крајишки корпус Војске Републике Српске) — один із семи корпусів Війська Республіки Сербської.

## Організація ПкКЗСРС
Штаб корпусу знаходився у Бані-Луці. Операційна зона корпусу охоплювала західну частину Республіки Сербської. Корпус на початку війни мав 180 танків і 150 бронетранспортерів.

## Історія
12 травня 1992 року у Бані-Луці на засіданні Національних зборів Республіки Сербської Боснії і Герцеговини (того ж року перейменовано в Національні збори Республіки Сербської) було ухвалено створити незалежну сербську державу Республіку Сербську з президентським правлінням, а також створити Армію Республіки Сербської. 19 травня 1992 року командиром було призначено генерал-полковника Момира Талича. У травні корпус перейменували у Перший корпус Країни. Перший корпус Країни Армії Республіки Сербської отримав інфраструктуру і бойові засоби 5-го Корпусу Югославської Народної Армії.